# حبیب الوطیان
حبیب الوطیان (عربی: حبيب الوطيان؛ زادهٔ ۸ اوت ۱۹۹۶)یک بازیکن فوتبال اهل عربستان است که در پست دروازه‌بان برای باشگاه الهلال بازی میکند.

## افتخارات

### الهلال
- لیگ حرفه‌ای فوتبال عربستان : ۲۲–۲۰۲۱
- جام پادشاهی عربستان : ۲۰۱۹–۲۰۲۰
- سوپرجام فوتبال عربستان : ۲۰۲۱
- لیگ قهرمانان آسیا :  ۲۰۲۱